# ويليام سميث (لاعب اتحاد الرغبي)
ويليام سميث (بالإنجليزية: William Smith)‏ هو لاعب اتحاد الرغبي نيوزيلندي، ولد في 9 مارس 1881 في ويلينغتون في نيوزيلندا، وتوفي في 25 مايو 1945.